# Pycnoptilus floccosus
La acantiza piloto (Pycnoptilus floccosus)  es una especie de ave paseriforme perteneciente a la familia  Acanthizidae. Es el único miembro del género monotípico Pycnoptilus. El exacto emplazamiento taxonómico de esta especies está en disputa,  ya que tiene cierta semejanza con Dasyornis. La especie es endémica del sudeste de Nueva Gales del Sur y el este de Victoria en Australia. Su hábitat natural es el bosque esclerófilo templado y húmedo y la selva tropical templada de vez en cuando.

## Descripción
La acantiza piloto es una especie grande y regordeta de acantizido, que mide alrededor de 18 cm de longitud y un peso de 27 g. Tiene una cabeza grande y pico corto. El plumaje es predominantemente de color marrón con festoneados en el pecho y la garganta anaranjada. La especie es muy terrestre. El nombre de la especie proviene de su hábito supuesto que es similar al de las aves lira. Este hábito es muy conocido, pero rara vez se observa.

## Subespecies
Comprende las siguientes subespecies:
Hay dos subespecies Pycnoptilus floccosus floccosus que vive en zonas de alta montaña de Nueva Gales del Sur, como el de Snowy Mountains y Pycnoptilus floccosus sandfordi que vive en bosques de tierras bajas desde Newcastle a Melbourne.